# To the Rats and Wolves
To the Rats and Wolves war eine 2012 gegründete Trancecore-Band aus Essen.

## Geschichte
Die 2012 gegründete Band ging aus der letzten Besetzung der aufgelösten Deathcore-Band Beast War Returns hervor. Die Band bestand aus den beiden Sängern Dixi Wu und Nico Sallach, den beiden Gitarristen Danny Güldener und Marc Dobruk, sowie aus dem Bassisten Stanislaw Czywil und dem Schlagzeuger Simon Yildirim. Yildirim war vor seinem Einstieg bei To the Rats and Wolves als Schlagzeuger bei We Set the Sun aktiv, welche bei Redfield Records unter Vertrag stand.
Bereits wenige Monate nach der Bandgründung folgte Anfang des Jahres 2013 die Herausgabe der Debüt-EP Young.Used.Wasted, welche vom Electric-Callboy-Gitarristen Daniel Haniß aufgenommen wurde. Zwischen dem 6. und 22. März 2014 spielte die Gruppe als Opener für Her Bright Skies, Iwrestledabearonce und Electric Callboy durch Deutschland, die Schweiz, die Niederlande und Italien. Lediglich in Österreich und im Vereinigten Königreich spielte die Gruppe nicht.
Es folgten Auftritte auf dem Mair1 Festival, Bochum Total und Olgas Rock, ehe die Gruppe im Herbst des gleichen Jahres abermals als Hauptsupport für Electric Callboy durch Deutschland tourte.
Im Januar 2015 wurde die Gruppe für das Summer Breeze in Dinkelsbühl gebucht. Anfang Mai 2015 erschien mit Neverland das Debütalbum, welches ebenfalls in Eigenregie finanziert und von Daniel Haniß produziert wurde. Exklusiver Verkaufspartner war EMP Merchandising. Im Oktober 2015 startete die Gruppe als Vorband für We Butter the Bread with Butter auf deren Wieder Geil Tour, dessen erstes Konzert in der Reithalle Strasse E in Dresden stattfand. Nach 16 Konzerten, zwei davon in Österreich, endete die Konzertreise im Dezember 2015 in Hamburg. Im November 2015 gab die Gruppe bekannt, einen Plattenvertrag bei Arising Empire unterschrieben zu haben.
2019 verkündete die Band in sozialen Medien, dass sie sich Anfang 2020 auflösen würden. Eine Abschiedstour fand im Januar 2020 in vier Städten Deutschlands statt. Sänger Nico Sallach trat im Anschluss Electric Callboy bei, mit deren Mitgliedern er auch vorher schon befreundet war. Mehrere andere Mitglieder wurden Mitglied der Band Ghostkid des Ex-Electric-Callboy-Sängers Sebastian "Sushi" Biesler.

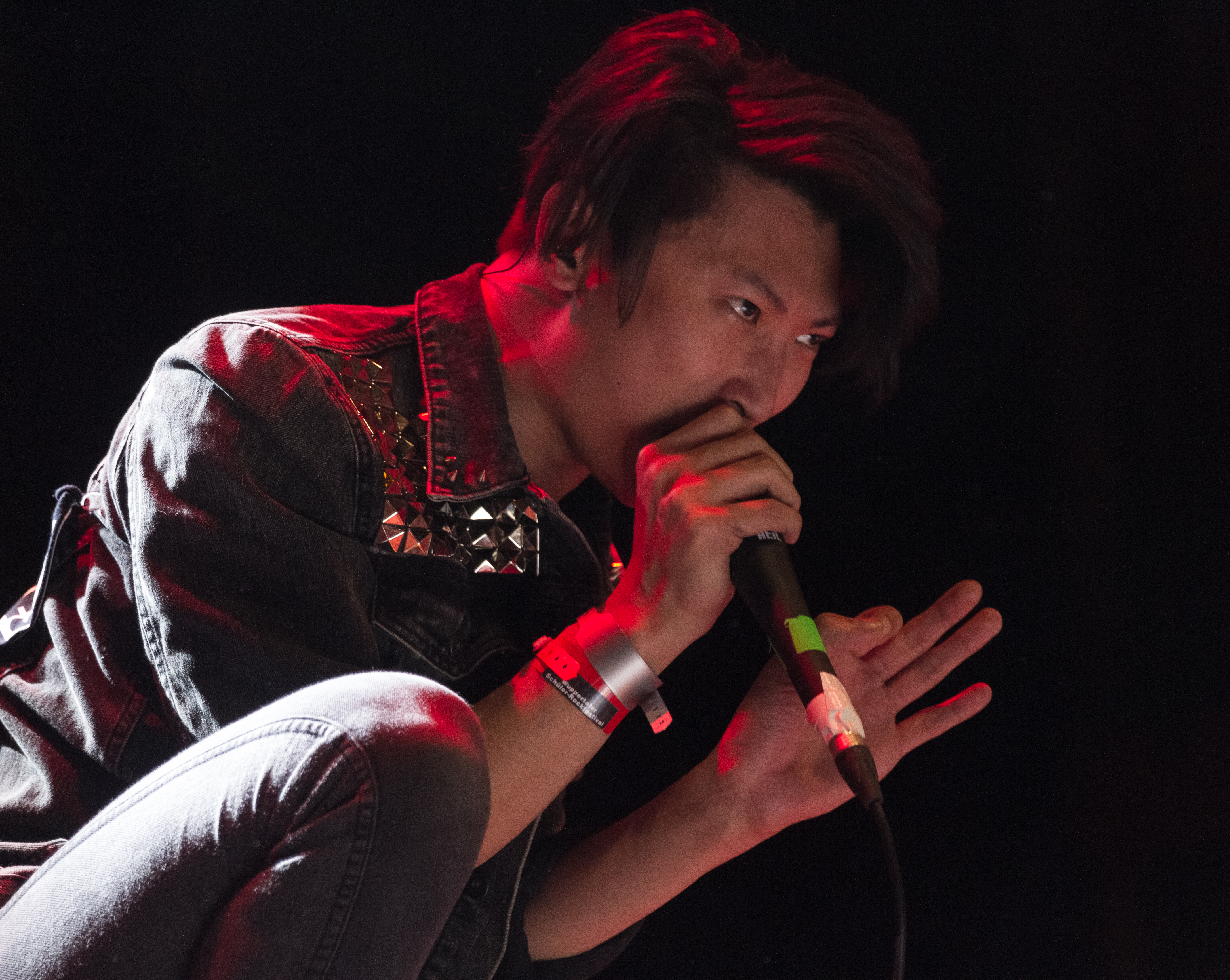
Sänger Dixi Wu beim Schüler-Rockfestival 2015

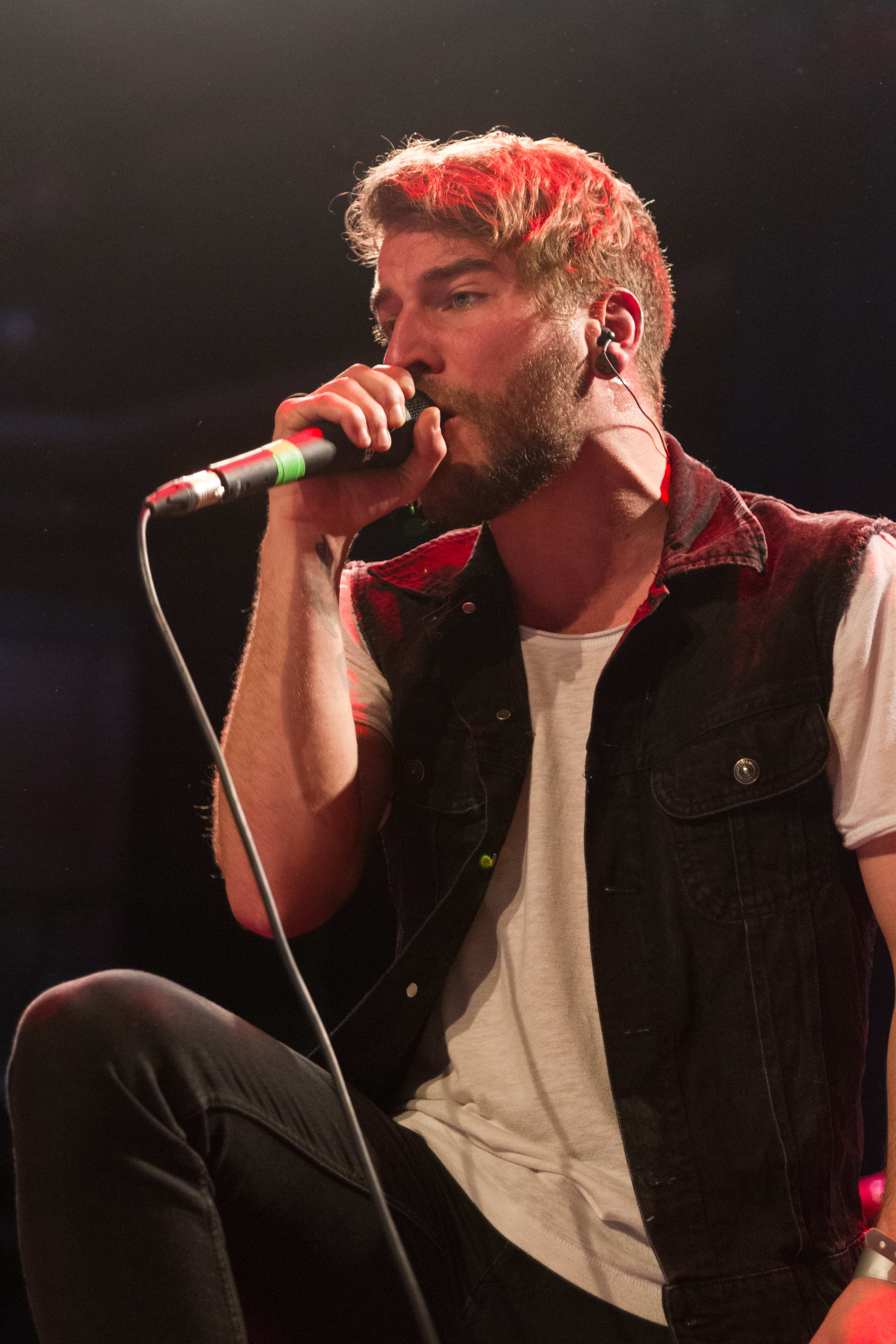
Sänger Nico Sallach beim Schüler-Rockfestival 2015

## Stil
To the Rats and Wolves spielten Metalcore mit Einflüssen von elektronischer Tanzmusik, welche in der Szene auch als Trancecore bezeichnet wird. Dieser reiht sich nahtlos zwischen Electric Callboy und We Butter the Bread with Butter ein.

## Diskografie
- 2013: Young.Used.Wasted (EP, Exact)
- 2015: Neverland (Arising Empire)
- 2016: Dethroned (Arising Empire)
- 2019: Cheap Love (Arising Empire)